# Akhil Sharma
Akhil Sharma (Delhi, 22 luglio 1971) è uno scrittore statunitense d'origine indiana.

## Biografia
Nato a Delhi nel 1971, vive e lavora a New York.
Nel 1979 si è trasferito con la famiglia negli Stati Uniti e, dopo gli studi all'Università di Princeton e la laurea alla Woodrow Wilson School, ha iniziato a lavorare come consulente finanziario.
Ha iniziato l'attività di scrittore pubblicando racconti su quotidiani e riviste come il New Yorker e l'Atlantic Montly ottenendo in due occasioni il Premio O. Henry
Ha esordito nel 2000 con il romanzo Un padre obbediente aggiudicandosi il Premio PEN/Hemingway e un Whiting Award e, in seguito, con il semi-autobiografico Vita in famiglia, è stato insignito dell'International IMPAC Dublin Literary Award e del Premio Rathbones Folio.
Insegna scrittura creativa alla Rutgers University di Newark.

## Opere

### Romanzi
- Un padre obbediente (An Obedient Father, 2000), Torino, Einaudi, 2001 Traduzione di Fausto Galuzzi ISBN 88-06-15702-7.
- Vita in famiglia (Family Life, 2014), Torino, Einaudi, 2015 Traduzione di Anna Nadotti ISBN 978-88-06-22008-2.

### Racconti
- A Life of Adventure and Delight (2017)